# Илија Рајачић (политичар)
Илија Рајачић (Банатско Карађорђево, 28. јул 1923 — Нови Сад, Србија, 15. јануар 2005) је био учесник Народноослободилачке борбе и друштвено-политички радник СФР Југославије, СР Србије и САП Војводине.

## Биографија
Рођен је 28. јула 1923. године у Банатском Карађорђеву. Дипломирао је на Економском факултету у Београду.
Учесник Народноослободилачке борбе је од 1943. године. Члан Комунистичке партије Југославије постао је 1944. године.
За време рата биран је за члана Среског комитета Савеза комунистичке омладине Југославије, за члана Среског комитета КП Југославије и за члана Окружног комитета СКОЈ-а за Северни Банат.
После рата обављао је многе функције:
- секретар Бироа Окружног комитета СКОЈ-а
- члан Централног комитета СКОЈ-а
- секретар Среског комитета Савеза комуниста Србије
- председник Народног одбора среза Зрењанин
- од 1962. потпредседник, а од 1963. до 1967. године председник Извршног већа САП Војводине
- председник Народне скупштине САП Војводине од 20. априла 1967. до 5. јуна 1973. године
- члан Председништва СФРЈ од 1971. до 1973. године

Године 1973, дао је оставку на све позиције након неуспеха либералних реформи у СР Србији, чији су главни носитељи били Марко Никезић и Латинка Перовић.
Умро је 15. јануара 2005. године у Новом Саду.
Носилац је више ратних и мирнодопских одликовања.